# Isòtops de l'osmi
L'osmi (Os) natural es compon de cinc isòtops estables, el 187Os, el 188Os, el 189Os,el 190Os, i el més abundant el 192Os i de dos isòtops amb períodes de semidesintegració molt llargs, el 184Os ai el 186Os, considerats a efectes pràctics com a estables. El 187Os és el producte de desintegració del 187Re (període de semidesintegració 4.56 x 10¹⁰ anys) i el més mesurat en la relació 187Os/188Os. Aquesta relació, juntament amb la relació 187Re/187Os, s'ha usat extensivament tant en datació terrestre com en roques procedents de meteorits. També s'ha utilitzat en la mesura de la intensitat de l'erosió continental sobre temps geològics i per a arranjar les edats mínimes per a l'estabilització de les arrels del mantell terrestre dels cratons continentals. No obstant, l'aplicació més notable de la datació de l'Os és, ne conjunció amb l'iridi, l'anàlisi de les capes de quars xocat al llarg de l'límit K-Pg que marca l'extinció dels dinosaures fa uns 65 milions d'anys.

Massa atòmica estàndard: 190.23(3) u

## Taula
| Símbol del núclid | Z(p)                | N(n)                | massa isotòpica(u)  | període de semidesintegració | Espín nuclear | composició isotòpics representativa (fracció molar) | rang de variació natural (fracció molar) |
| Símbol del núclid | energia d'excitació | energia d'excitació | energia d'excitació | període de semidesintegració | Espín nuclear | composició isotòpics representativa (fracció molar) | rang de variació natural (fracció molar) |
| ----------------- | ------------------- | ------------------- | ------------------- | ---------------------------- | ------------- | --------------------------------------------------- | ---------------------------------------- |
| 162Os             | 76                  | 86                  | 161.98443(54)#      | 1.87(18) ms                  | 0+            |                                                     |                                          |
| 163Os             | 76                  | 87                  | 162.98269(43)#      | 5.5(6) ms                    | 7/2-#         |                                                     |                                          |
| 164Os             | 76                  | 88                  | 163.97804(22)       | 21(1) ms                     | 0+            |                                                     |                                          |
| 165Os             | 76                  | 89                  | 164.97676(22)#      | 71(3) ms                     | (7/2-)        |                                                     |                                          |
| 166Os             | 76                  | 90                  | 165.972691(20)      | 216(9) ms                    | 0+            |                                                     |                                          |
| 167Os             | 76                  | 91                  | 166.97155(8)        | 810(60) ms                   | 3/2-#         |                                                     |                                          |
| 168Os             | 76                  | 92                  | 167.967804(13)      | 2.06(6) s                    | 0+            |                                                     |                                          |
| 169Os             | 76                  | 93                  | 168.967019(27)      | 3.40(9) s                    | 3/2-#         |                                                     |                                          |
| 170Os             | 76                  | 94                  | 169.963577(12)      | 7.46(23) s                   | 0+            |                                                     |                                          |
| 171Os             | 76                  | 95                  | 170.963185(20)      | 8.3(2) s                     | (5/2-)        |                                                     |                                          |
| 172Os             | 76                  | 96                  | 171.960023(16)      | 19.2(5) s                    | 0+            |                                                     |                                          |
| 173Os             | 76                  | 97                  | 172.959808(16)      | 22.4(9) s                    | (5/2-)        |                                                     |                                          |
| 174Os             | 76                  | 98                  | 173.957062(12)      | 44(4) s                      | 0+            |                                                     |                                          |
| 175Os             | 76                  | 99                  | 174.956946(15)      | 1.4(1) min                   | (5/2-)        |                                                     |                                          |
| 176Os             | 76                  | 100                 | 175.95481(3)        | 3.6(5) min                   | 0+            |                                                     |                                          |
| 177Os             | 76                  | 101                 | 176.954965(17)      | 3.0(2) min                   | 1/2-          |                                                     |                                          |
| 178Os             | 76                  | 102                 | 177.953251(18)      | 5.0(4) min                   | 0+            |                                                     |                                          |
| 179Os             | 76                  | 103                 | 178.953816(19)      | 6.5(3) min                   | (1/2-)        |                                                     |                                          |
| 180Os             | 76                  | 104                 | 179.952379(22)      | 21.5(4) min                  | 0+            |                                                     |                                          |
| 181Os             | 76                  | 105                 | 180.95324(3)        | 105(3) min                   | 1/2-          |                                                     |                                          |
| 181m1Os           | 48.9(2) keV         | 48.9(2) keV         | 48.9(2) keV         | 2.7(1) min                   | (7/2)-        |                                                     |                                          |
| 181m2Os           | 156.5(7) keV        | 156.5(7) keV        | 156.5(7) keV        | 316(18) ns                   | (9/2)+        |                                                     |                                          |
| 182Os             | 76                  | 106                 | 181.952110(23)      | 22.10(25) h                  | 0+            |                                                     |                                          |
| 183Os             | 76                  | 107                 | 182.95313(5)        | 13.0(5) h                    | 9/2+          |                                                     |                                          |
| 183mOs            | 170.71(5) keV       | 170.71(5) keV       | 170.71(5) keV       | 9.9(3) h                     | 1/2-          |                                                     |                                          |
| 184Os             | 76                  | 108                 | 183.9524891(14)     | ESTABLE [>56E+12 a]          | 0+            | 0.0002(1)                                           |                                          |
| 185Os             | 76                  | 109                 | 184.9540423(14)     | 93.6(5) d                    | 1/2-          |                                                     |                                          |
| 185m1Os           | 102.3(7) keV        | 102.3(7) keV        | 102.3(7) keV        | 3.0(4) µs                    | (7/2-)#       |                                                     |                                          |
| 185m2Os           | 275.7(8) keV        | 275.7(8) keV        | 275.7(8) keV        | 0.78(5) µs                   | (11/2+)       |                                                     |                                          |
| 186Os             | 76                  | 110                 | 185.9538382(15)     | 2.0(11)E+15 a                | 0+            | 0.0159(3)                                           |                                          |
| 187Os             | 76                  | 111                 | 186.9557505(15)     | ESTABLE                      | 1/2-          | 0.0196(2)                                           |                                          |
| 188Os             | 76                  | 112                 | 187.9558382(15)     | ESTABLE                      | 0+            | 0.1324(8)                                           |                                          |
| 189Os             | 76                  | 113                 | 188.9581475(16)     | ESTABLE                      | 3/2-          | 0.1615(5)                                           |                                          |
| 189mOs            | 30.812(15) keV      | 30.812(15) keV      | 30.812(15) keV      | 5.81(6) h                    | 9/2-          |                                                     |                                          |
| 190Os             | 76                  | 114                 | 189.9584470(16)     | ESTABLE                      | 0+            | 0.2626(2)                                           |                                          |
| 190mOs            | 1705.4(2) keV       | 1705.4(2) keV       | 1705.4(2) keV       | 9.9(1) min                   | (10)-         |                                                     |                                          |
| 191Os             | 76                  | 115                 | 190.9609297(16)     | 15.4(1) d                    | 9/2-          |                                                     |                                          |
| 191mOs            | 74.382(3) keV       | 74.382(3) keV       | 74.382(3) keV       | 13.10(5) h                   | 3/2-          |                                                     |                                          |
| 192Os             | 76                  | 116                 | 191.9614807(27)     | ESTABLE [>9.8E+12 a]         | 0+            | 0.4078(19)                                          |                                          |
| 192mOs            | 2015.40(11) keV     | 2015.40(11) keV     | 2015.40(11) keV     | 5.9(1) s                     | (10-)         |                                                     |                                          |
| 193Os             | 76                  | 117                 | 192.9641516(27)     | 30.11(1) h                   | 3/2-          |                                                     |                                          |
| 194Os             | 76                  | 118                 | 193.9651821(28)     | 6.0(2) a                     | 0+            |                                                     |                                          |
| 195Os             | 76                  | 119                 | 194.96813(54)       | 6.5 min                      | 3/2-#         |                                                     |                                          |
| 196Os             | 76                  | 120                 | 195.96964(4)        | 34.9(2) min                  | 0+            |                                                     |                                          |
| 197Os             | 76                  | 121                 |                     | 2.8(6) min                   |               |                                                     |                                          |